# Егизбаев, Косай Алекулович
Косай Алекулович Егизбаев (каз. Қосай Әліқұлұлы Егізбаев; 15 декабря 1928, с. Гродеково, Казакская АССР, РСФСР, СССР — 13 февраля 1995, Алма-Ата, Казахстан) — советский казахский партийный и государственный деятель. Первый секретарь Гурьевского обкома КП Казахстана (1962—1963).

## Биография
Родился 15 декабря 1928 в селе Гродеково Казакской АССР. Член КПСС с 1953.

### Образование
В 1949 окончил Ташкентский институт инженеров железнодорожного транспорта.

### Трудовая деятельность
- 1949—1955 гг. — дорожный мастер, старший инженер, контролёр Министерства государственного контроля СССР; инженер, инструктор политического отдела Туркестанской железной дороги,
- 1955—1959 гг. — секретарь ЦК ЛКСМ Казахстана,
- 1959—1960 гг. — заместитель заведующего отделом строительства и строительных материалов ЦК КП Казахстана,
- 1960—1961 гг. — секретарь Алма-Атинского областного комитета КП Казахстана,
- 1961—1962 гг. — первый секретарь ЦК ЛКСМ Казахстана,
- 1962 г. — ответственный организатор ЦК КП Казахстана
- 1962—1963 гг. — первый секретарь Гурьевского областного комитета КП Казахстана,
- январь-октябрь 1963 г. — первый секретарь Гурьевского сельского областного комитета КП Казахстана,
- 1963—1964 гг. — второй секретарь Восточно-Казахстанского промышленного областного комитета КП Казахстана,
- 1964—1966 гг. — секретарь,
- 1966—1968 гг. — второй секретарь Восточно-Казахстанского областного комитета КП Казахстана,
- 1968—1977 гг. — председатель Казахского республиканского Совета профсоюзов,
- 1972—1977 гг. — член Президиума ВЦСПС
- 1977—1984 гг. — заместитель министра сельского строительства Казахской ССР
- 1984—1988 гг. — заместитель председателя Комитета народного контроля Казахской ССР.

Депутат Верховного Совета СССР VIII—IX созывов.
С 1988 г. на пенсии.

## Награды и звания
Награждён орденом Октябрьской Революции, двумя орденами Трудового Красного Знамени, орденом «Знак Почёта».

## Память
Именем Егизбаева переименована улица 21-я линия в Алма-Ате.